# Trésor de Lyon-Vaise
Le trésor de Lyon-Vaise est un ensemble d’objets précieux du IIIe siècle de l’empire romain, trouvés à Lyon en 1992 et exposés au musée gallo-romain de Fourvière. Plus précisément daté d’après les monnaies qu’il comporte, ce trésor aurait été enseveli après 258 dans la crainte des raids barbares, peut-être lors du raid de 259.
Outre les pièces de vaisselle, bijoux et monnaies qu'il contient, il a l'originalité d'inclure des statuettes en argent et acquiert ainsi une place à part dans l'ensemble des trésors du IIIe siècle.

## Contexte
Le trésor de Vaise est un des nombreux dépôts monétaires découverts en Gaule datant du règne de Gallien et qui sont attribués à l'insécurité causée par les raids de pillage germaniques. Plus particulièrement, le trésor de Vaise pourrait être un dépôt caché lors du raid de 259/260. Cette datation correspond aussi à l'épidémie majeure dite « peste de Cyprien » (251-260, probablement le typhus ou une fièvre hémorragique), qui a très fortement atteint les structures militaires, sociales et économiques de l'empire.

## La découverte
Ce trésor a été découvert en mars 1992, dans le dernier mois d'une fouille archéologique préventive entreprise de août 1991 à mars 1992 en vue de la construction de la ZAC de Charavay au quartier de Vaise, au nord de Lyon, proche de la Saône, en rive droite. Le site se trouve entre la rue du Chapeau rouge et la Grande rue de Vaise. Dans les vestiges d’une vaste villa augustéenne (27 av. J.-C. - 14 apr. J.-C.), deux fosses voisines dans un angle de pièce contenaient chacune un dépôt d’objets précieux :
- dans la première fosse, un sac de toile, désagrégé, contenait trois statuettes, un buste, deux têtes, divers morceaux de statuettes et deux bracelets. Tous ces objets sont en argent[7].
- la seconde fosse contenait deux dépôts : un coffre en bois dont il ne restait que les parties métalliques contenait une coupe et deux plats, en argent. Le second dépôt se composait d’une série de 14 cuillères, de bijoux en or, de deux petits ustensiles et d’une bourse de tissu désagrégée qui contenait 81 monnaies romaines d’argent[7].

## La restauration
Le nettoyage des gangues de terre et des concrétions couvrant les objets a été réalisé par le centre de Recherches et d’Études archéologique de Vienne. Si les bijoux d’or ont rapidement été dégagés, les monnaies et la vaisselle d’argent ont requis des bains chimiques et un nettoyage minutieux sous loupe binoculaire.
Le décapage et le remontage des statuettes qui sont en fine tôle d’argent ont été l’opération la plus délicate. Les bains électrochimiques et le nettoyage mécanique ont été complétés d’une consolidation par une résine époxy à l’intérieur des objets. Après réassemblage des fragments par soudure au plomb et obturation des lacunes, les surfaces ont été polies et vernies pour une meilleure présentation.

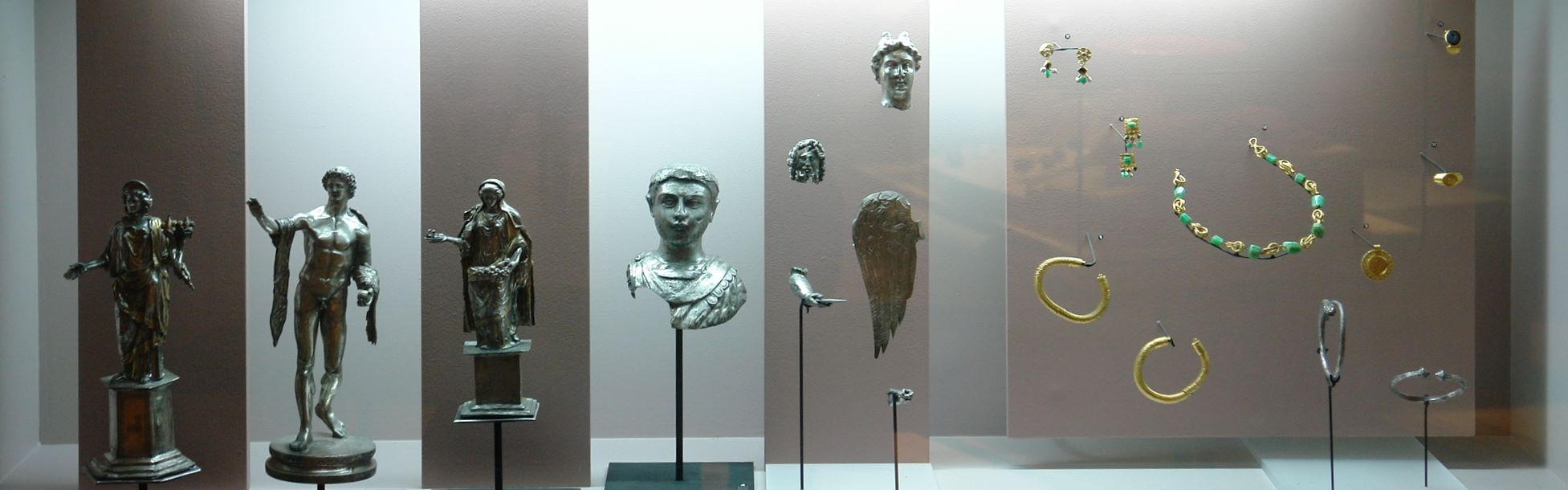
Vue d'ensemble d'une partie des pièces exposées.

## Inventaire du trésor

### Les statuettes
Les statuettes du trésor de Vaise sont toutes en argent. Ce lot proviendrait soit d’un temple, soit d’une chapelle privée de la villa fouillée.
Trois statuettes sont entières et remarquables par la qualité de leur facture, en tôle d’argent martelée, rehaussée d’une dorure sur le liséré des vêtements, les diadèmes et les fruits :
- un Apollon Hélios, nu, tenant un petit globe, marchant sur un socle rond, de 27,5 cm de haut  porte une inscription : Num(ini) Aug(usti) rat(iarii) Eburod(unenses) frat(res) « au numen de l'empereur, les pilotes de barques d'Eburodunum (ont dédié cette statuette) »[7]
- une Fortuna sur un piédestal carré, de 19,4 cm de haut
- une Abondance sur un piédestal hexagonal, tenant une corne d’abondance aux fruits dorés ; hauteur 16 cm

Les autres statuettes sont fragmentaires :
- un buste d’homme jeune, de 16,3 cm de haut, portant barbe rase et moustache, couronné de lauriers et en costume militaire (on reconnaît un baudrier et sous le manteau le haut d’une cuirasse en écaille). Daté d’après la coiffure de la première moitié du IIIe siècle, ce buste est peut-être celui d’un empereur, mais non identifié.
- une petite tête avec une chevelure et une barbe abondantes, peut-être Jupiter.
- une tête au visage androgyne, non identifié, curieusement coiffée de deux petits chignons en cône sur le sommet de la tête.

Le lot comporte enfin divers fragments : une aile de Victoire, deux bras de proportions dissemblables, un petit croissant.

Quelques statuettes du trésor de Vaise
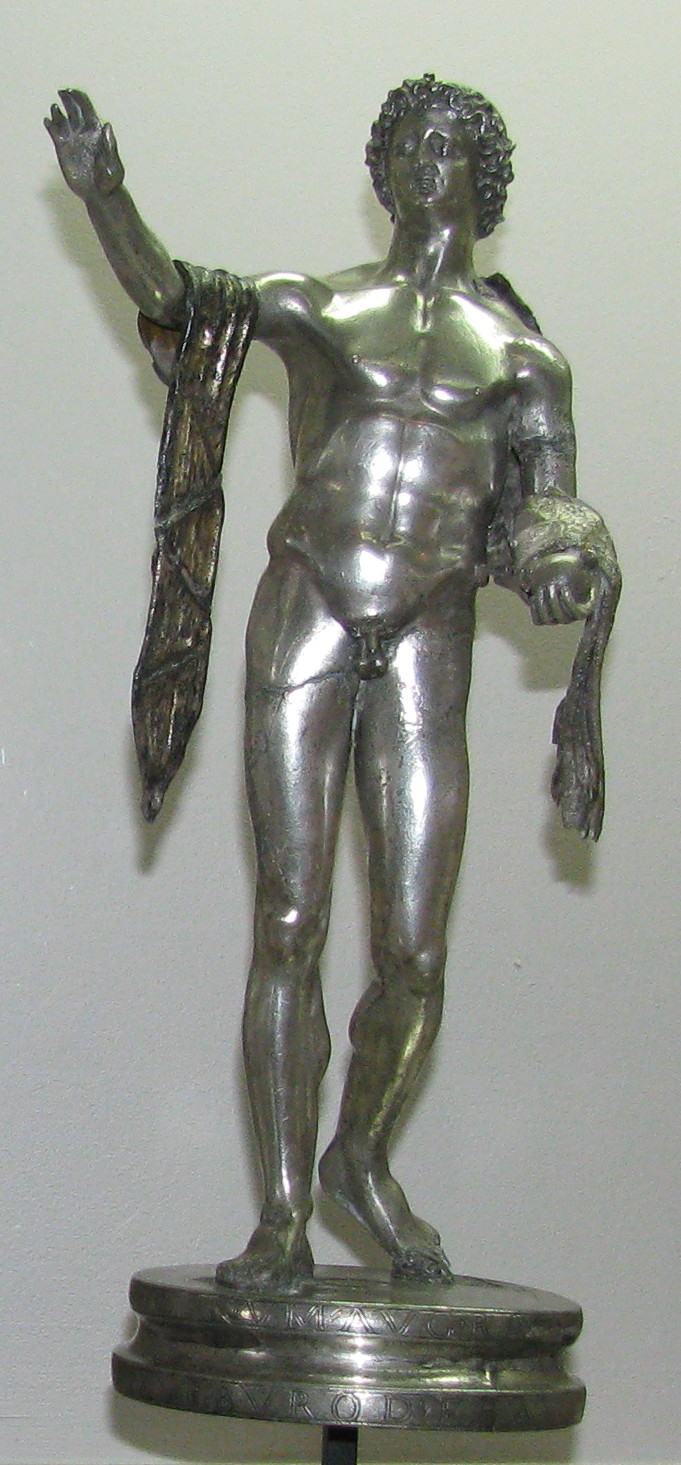
Apollon
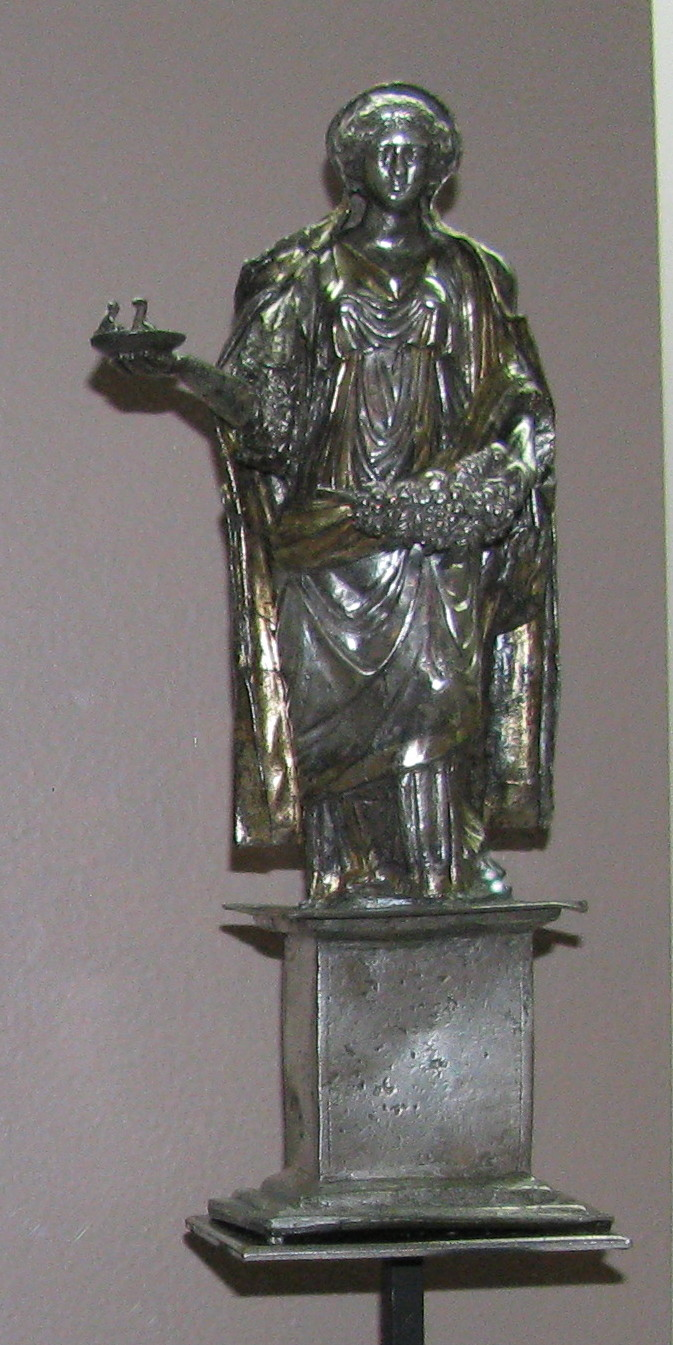
La Fortune
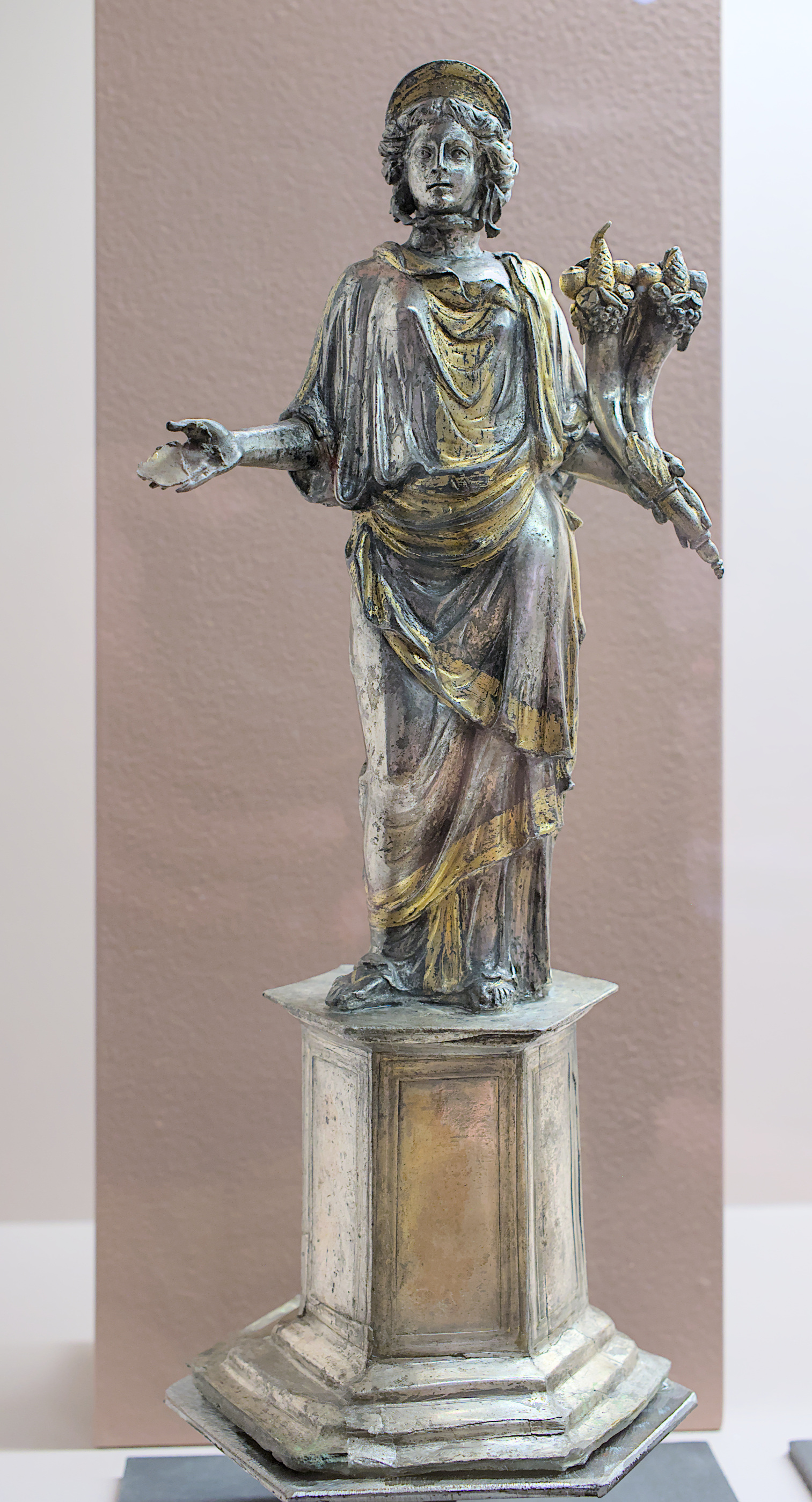
L'Abondance
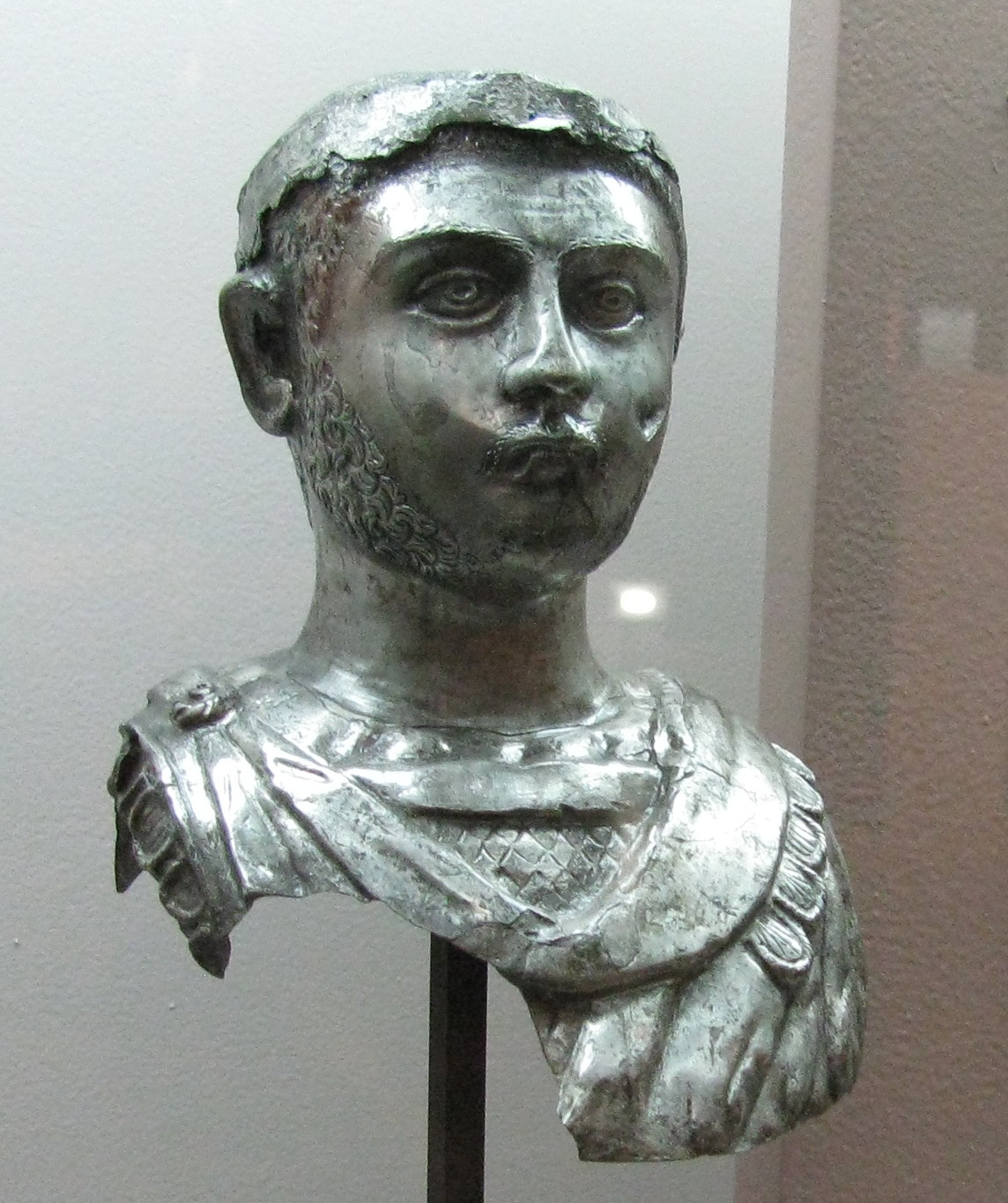
Buste de jeune homme

### Les bijoux
Les bijoux, également remarquables, sont les suivants :
- un collier alternant des perles cylindriques en émeraude et des maillons en torsade d’or (dit nœud d'Héraclès)
- deux paires de magnifiques pendentifs en or pour oreilles percées, assortis au collier et décorés de perles, de grenat et d’émeraudes
- deux bracelets formés d’une fine tige d’or torsadé sur un tube
- deux bracelets en argent, l’un à tête de serpent, l’autre formé d’un barreau carré torsadé
- deux bagues, dont une portant une intaille en cornaline
- un médaillon d’or avec au centre un aureus de Gordien III (238-244)

Par leur facture, ces bijoux sont classés comme des productions gallo-romaines du IIIe siècle.
Une recherche sur l’origine des émeraudes du collier a abouti à un diagnostic inattendu. Chaque gisement d’émeraudes est identifiable par les impuretés incluses dans les pierres qui en proviennent. On supposait une provenance de Sinaï ou d’Asie centrale (Pakistan), origine courante pour l’époque romaine. Après examen de leurs inclusions, les émeraudes de Vaise se sont révélées extraites d’un petit gisement de Pannonie, (actuelle Hongrie), exploité à l’époque romaine et épuisé depuis.

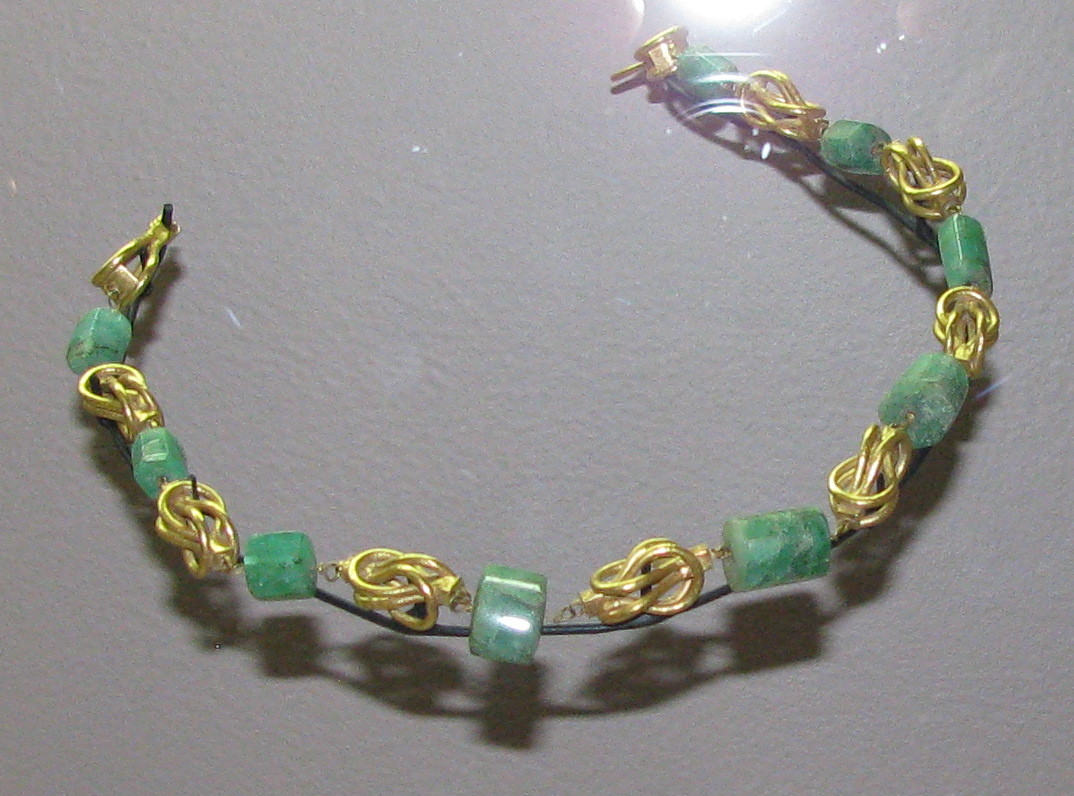
Collier d'émeraudes
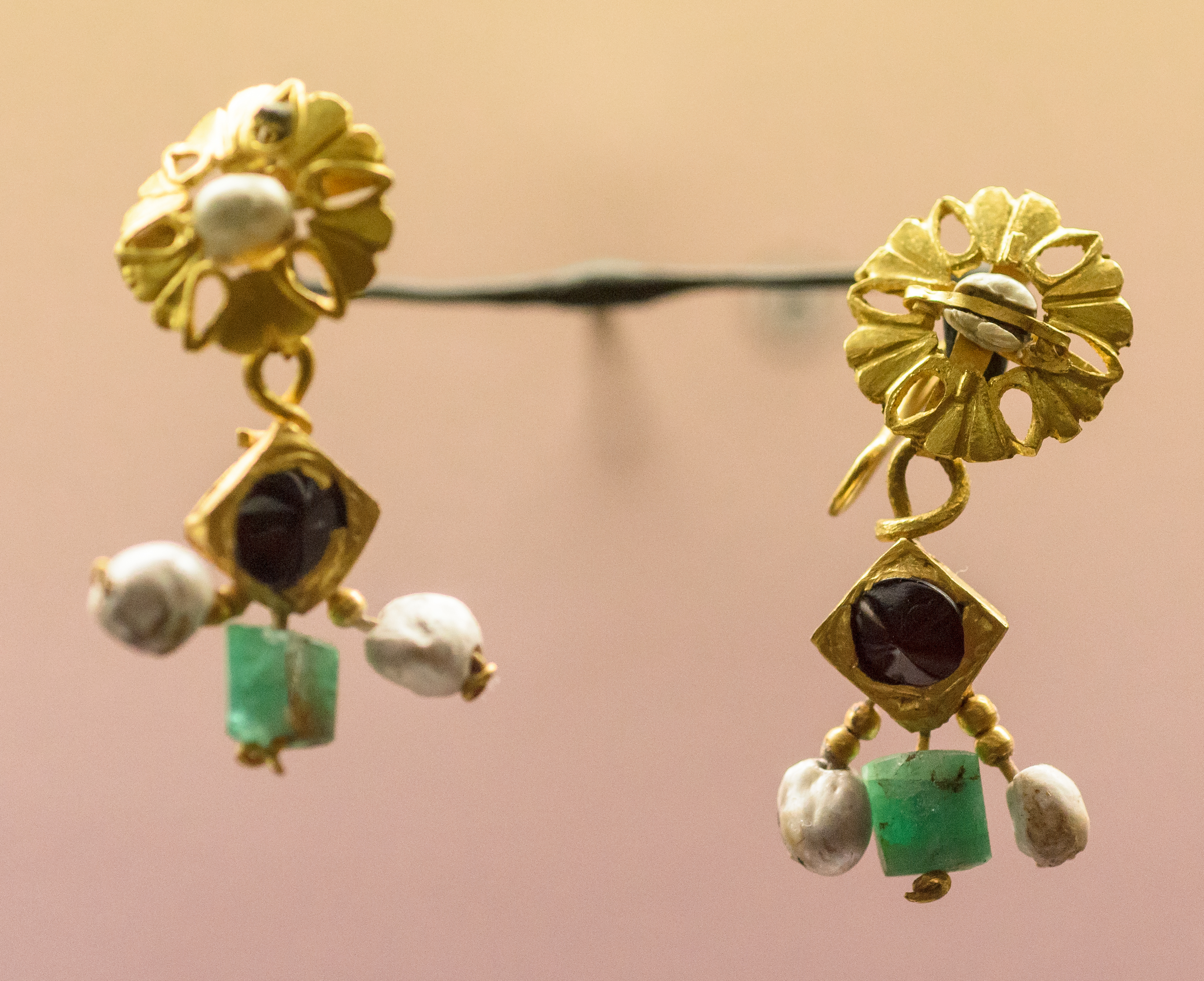
Pendants d'oreille, perles grenat, émeraude
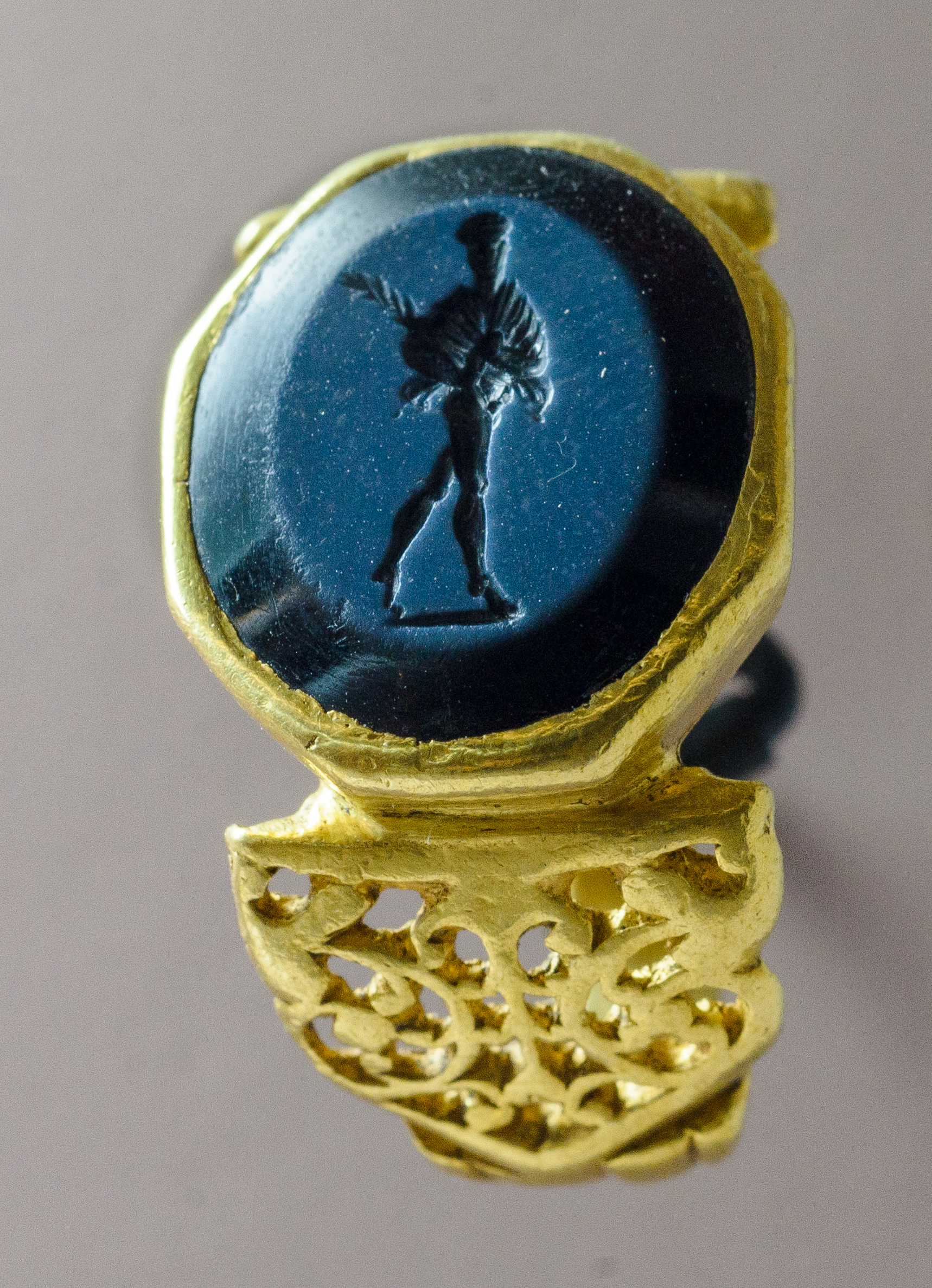
Bague avec une intaille
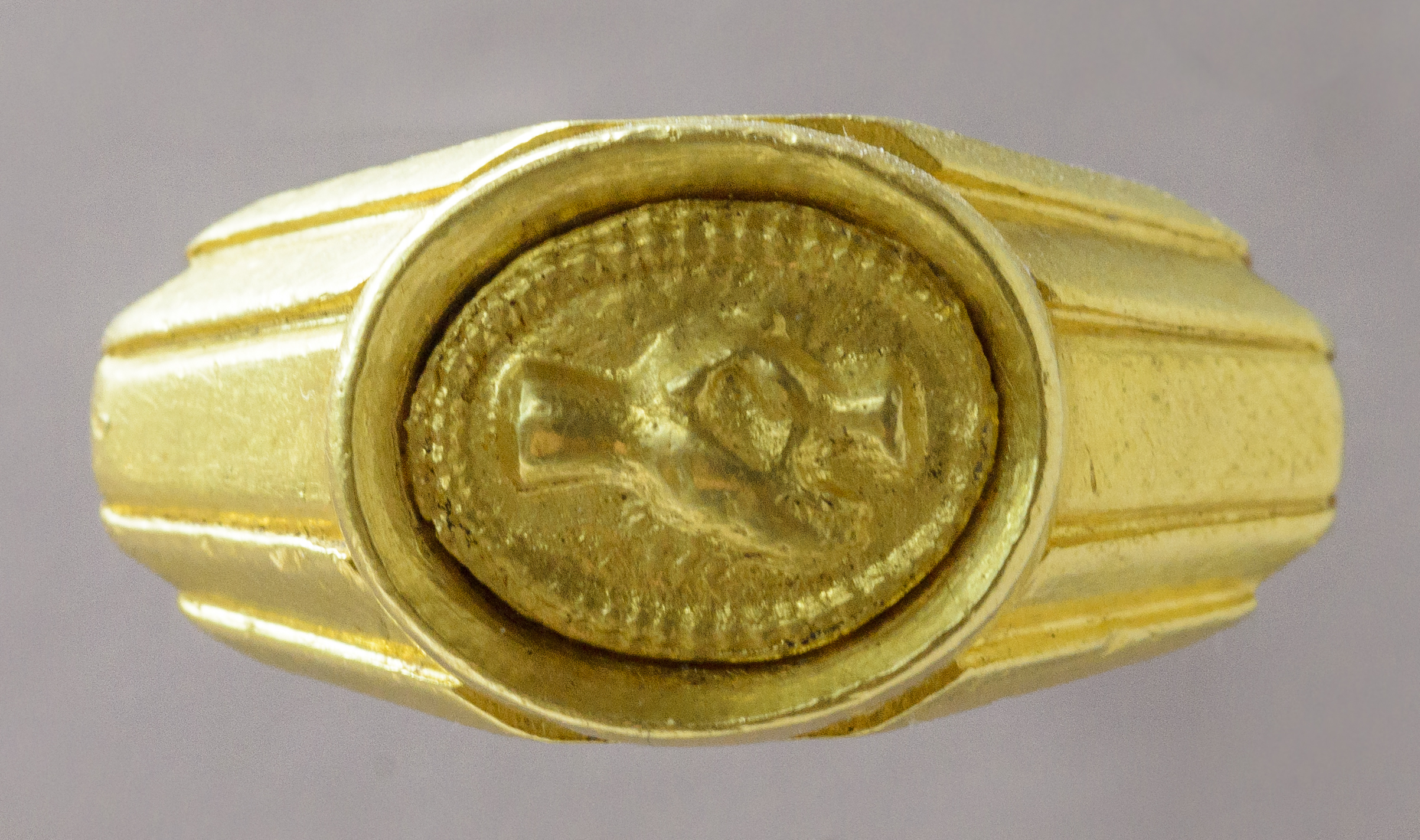
Bague en or

### La vaisselle

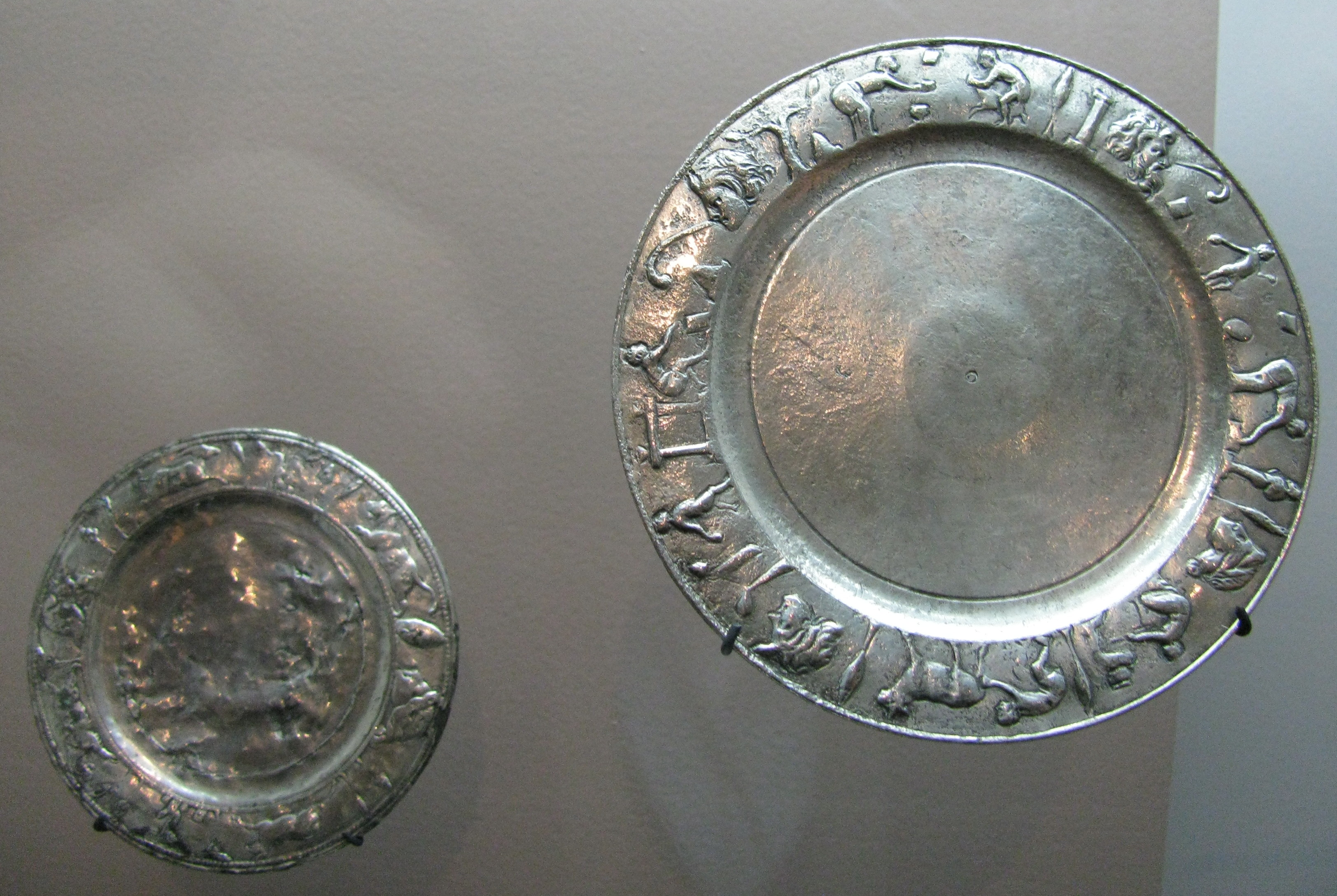
Petits plateaux en argent

Elle se compose de 14 cuillères, d’une coupe et de deux petits plateaux ronds, en argent. 
L'un des plateaux à rebord décoré porte un graffiti au revers : p(ondo) semis uncia scripula (quinque), signifiant un poids de 183g. 
L’intérieur de la coupe est décorée en son centre d’une scène gravée : Mercure portant le caducée sacrifie sur un petit autel, entouré d’un bélier, d’un coq, (animal associé à Esculape), et d’une tortue.
Cette vaisselle a pour fonction de présenter des offrandes sur l'autel .

### Les monnaies

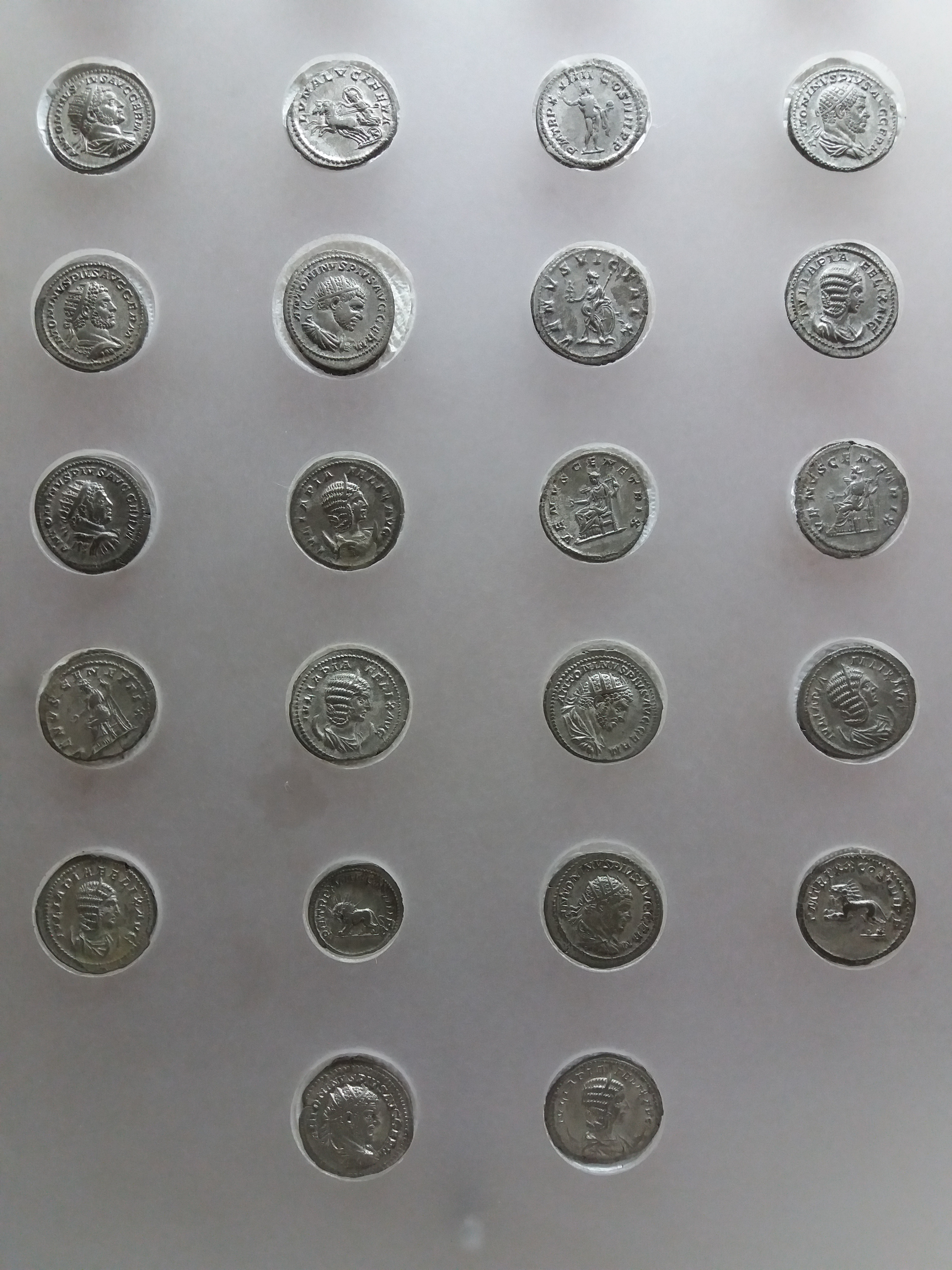
Quelques-unes des 81 pièces de monnaie datées de 69 à 258 (29 deniers et 52 antoniniens). Certaines n'ont pas de traces d'usure.

Les 81 monnaies romaines d’argent, à savoir 29 deniers et 52 antoniniens, sont des émissions allant de Vitellius (69) aux règnes conjoints de Valérien et de Gallien (253-260), avec un grand nombre (33 antoniniens et un denier) datant de Caracalla. Plus de la moitié, 43 sur 81, sont d'époque sévérienne, entre 201 et 218, ce qui pourrait venir d'une distribution impériale aux soldats. Parmi les plus récentes, quatre antoniniens ont été frappés en 258 dans l’atelier monétaire de Cologne.
L'ensemble des pièces représente en valeur l'équivalent de cinq pièces d'or et demi ou deux mois de solde d'un légionnaire au moment de leur enfouissement.
L’ancienneté de certaines monnaies du Ier siècle et du IIe siècle traduit une thésaurisation sur plusieurs générations de pièces anciennes ou rares. Plusieurs ont été frappées avec le même coin , et présentent très peu d'usure, indice d'une thésaurisation lors de leur distribution. Remarquables par la qualité de la série de portraits plus que par leur valeur, ces monnaies semblent constituer une collection ancienne.  